# Adolf von Liebenberg
Adolf rytíř von Liebenberg und von Zsittin (15. září 1851 Como, Lombardie – 6. května 1920 Vídeň) byl rakouský výzkumník zemědělských výrobků (Getreidewissenschaft(ler), Agrarfachmann).
Studoval na Königsberg University a ve Vídni.